# Formosia gemmata
Formosia gemmata är en tvåvingeart som först beskrevs av Günther Enderlein 1936.  Formosia gemmata ingår i släktet Formosia och familjen parasitflugor. Inga underarter finns listade i Catalogue of Life.